# 密钥分发中心
在密码学中， 密钥分发中心（key distribution center, KDC）是加密系统的一部分，旨在降低交换密钥所固有的风险。 KDC往往在这样的系统中发挥作用，即一些用户可以在某些时间拥有使用特定服务的权限，其他时间则没有。 

## 安全概述
例如，某管理员可能建立了仅某些用户可以备份到磁带的策略。 许多操作系统可以通过“系统服务”控制对磁带设备的访问。 如果该系统服务进一步做限制，当用户想要使用磁带机时，只授权给那些能够提交服务授权票证的用户，那么剩下的任务就是将这些票证分发给适当允许的用户。如果票证是（或包括）一个密钥，则可以使用将其分配给KDC的机制。 通常，在这种情况下，KDC本身也作为系统服务运行。

## 操作方式
使用KDC进行的典型操作涉及用户的请求以使用某些服务。KDC将使用加密技术来验证请求用户的身份。它还将检查单个用户是否有权访问所请求的服务。如果经过身份验证的用户符合所有规定的条件，则KDC可发出允许访问的票证。 
KDC主要使用对称加密进行操作。
在大多数（但不是全部）情况下，KDC 与所有其他各方共享一个密钥。
KDC根据服务器密钥生成票证。
客户端收到票证并将其提交给适当的服务器。
服务器可以验证提交的票证并向提交它的用户授予访问权限。
使用 KDC 的安全系统包括Kerberos。（实际上， Kerberos将KDC的功能分成两个部分：身份验证服务器（Authentication Server，AS）和票据授予服务（Ticket Granting Service，TGS）。）